# Leucania denticula
Leucania denticula là một loài bướm đêm trong họ Noctuidae.